# مقاطعة سنايدر (بنسلفانيا)
مقاطعة سنايدر (بالإنجليزية: Snyder County, Pennsylvania)‏ هي إحدى مقاطعات ولاية بنسلفانيا في الولايات المتحدة. بلغ عدد سكانها 39702 نسمة في عام 2010 حسب إحصاء مكتب تعداد الولايات المتحدة.

## وصلات خارجية
- www.snydercounty.org